# Fossarus elegans
Fossarus elegans är en snäckart som beskrevs av Addison Emery Verrill och S. Smith 1882. Fossarus elegans ingår i släktet Fossarus och familjen Planaxidae. Inga underarter finns listade i Catalogue of Life.